# Бобінське сільське поселення
Бо́бінське сільське поселення (рос. Бобинское сельское поселение) — адміністративна одиниця у складі Слободського району Кіровської області Росії. Адміністративний центр поселення — село Бобіно.

## Історія
Станом на 2002 рік на території сучасного поселення існували такі адміністративні одиниці:
- частина Бобінського сільського округу (село Бобіно, присілки Богомази, Бушуєви, Велике Мишкіно, Великі Розкопіни, Великі Серови, Вороб'ї, Вотське, Деветьярово, Забор'є, Івшини, Кассіни, Киселі, Корюгіно, Косолапови, Кусакіни, Малі Серови, Малі Розкопіни, Мітіно, Овсянніки, Підгорена, Самсіни, Сапожнята, Семенови, Стрілкови)
- частина Ленінського сільського округу (присілок Шунки)
- частина Сов'їнського сільського округу (присілок Замідянці)

Поселення було утворене згідно із законом Кіровської області від 7 грудня 2004 року № 284-ЗО у рамках муніципальної реформи шляхом перетворення Бобінського сільського округу.
Станом на 2002 рік присілок Гнусіно перебував у складі Бобінського сільського округу, присілок Шунки — у складі Ленінського сільського округу, присілок Замідянці — у складі Сов'їнського сільського округу, а вже станом на 2004 рік присілок перебував у складі Порошинського сільського округу міста Кіров, присілки Шунки та Замідянці — у складі Бобінського сільського округу.

## Населення
Населення поселення становить 2284 особи (2017; 2220 у 2016, 2169 у 2015, 2148 у 2014, 1997 у 2013, 1905 у 2012, 1743 у 2010, 1780 у 2002).

## Склад
До складу поселення входять 27 населених пункти:
| Населений пункт            | Населення, осіб (2002) | Населення, осіб (2010) |
| -------------------------- | ---------------------- | ---------------------- |
| Бобіно, село               | 960                    | 954                    |
| Богомази, присілок         | 3                      | 0                      |
| Бушуєви, присілок          | 1                      | 1                      |
| Велике Мишкіно, присілок   | 0                      | 2                      |
| Великі Розкопіни, присілок | 2                      | 10                     |
| Великі Серови, присілок    | 0                      | 0                      |
| Вороб'ї, присілок          | 0                      | 16                     |
| Вотське, присілок          | 14                     | 9                      |
| Деветьярово, присілок      | 0                      | 0                      |
| Забор'є, присілок          | 144                    | 165                    |
| Замідянці, присілок        | 0                      | 0                      |
| Івшини, присілок           | 63                     | 58                     |
| Кассіни, присілок          | 6                      | 9                      |
| Киселі, присілок           | 0                      | 4                      |
| Корюгіно, присілок         | 43                     | 42                     |
| Косолапови, присілок       | 6                      | 2                      |
| Кусакіни, присілок         | 2                      | 2                      |
| Малі Розкопіни, присілок   | 6                      | 4                      |
| Малі Серови, присілок      | 25                     | 17                     |
| Митино, присілок           | 280                    | 214                    |
| Овсянніки, присілок        | 10                     | 10                     |
| Підгорена, присілок        | 73                     | 89                     |
| Самсіни, присілок          | 3                      | 4                      |
| Сапожнята, присілок        | 106                    | 107                    |
| Семенови, присілок         | 6                      | 5                      |
| Стрілкови, присілок        | 0                      | 0                      |
| Шунки, присілок            | 27                     | 19                     |